# Alcantarea regina
Alcantarea regina es una especie  de planta perteneciente a la familia de las alcantareas. Es una especie endémica de Brasil.